# Befotaka (Atsimo-Atsinanana)
Befotaka is een stad in Madagaskar, gelegen in de regio Atsimo-Atsinanana. 

## Geschiedenis
Tot 1 oktober 2009 lag Befotaka in de provincie Fianarantsoa. Deze werd echter opgeheven en vervangen door de regio Atsimo-Atsinanana. Tijdens deze wijziging werden alle autonome provincies opgeheven en vervangen door de in totaal 22 regio's van Madagaskar.